# Uloptera canui
Uloptera canui är en skalbaggsart som beskrevs av Franz Antoine 1992. Uloptera canui ingår i släktet Uloptera och familjen Cetoniidae. Inga underarter finns listade i Catalogue of Life.